# Naultinus
Naultinus es un género de geckos de la familia Diplodactylidae. Es endémico de Nueva Zelanda.
Son geckos nocturnos y arbóreos. Las especies de este género son generalmente de color verde o colores similares, pero a veces de color naranja. Algunas especies tienen colas prensiles . Muchas de estas especies están en peligro, debido principalmente a la destrucción de su hábitat, especialmente en las islas pequeñas.

## Especies
Se reconocen las siguientes ocho especies:
- Naultinus elegans Gray, 1842
- Naultinus gemmeus Mccann, 1955
- Naultinus grayii Bell, 1843
- Naultinus manukanus (Mccann, 1955)
- Naultinus punctatus Gray, 1843
- Naultinus rudis (Fischer, 1881)
- Naultinus stellatus Hutton, 1872
- Naultinus tuberculatus (McCann, 1955)